# 八木彩香
八木 彩香（やぎ あやか、1991年2月25日 - ）は、日本の元サッカー選手であり、起業家。東京都出身。

## 来歴
U15ナショナルトレセン、U17女子サッカー日本代表候補。十文字中学校・高等学校、早稲田大学出身。ア式蹴球部女子で副将を務める。全日本大学女子サッカー選手権大会で優勝2回、準優勝1回。
自転車で日本一周し、その経験をもとに観光庁の若旅プロジェクトの講師を務める。
Web編集者、マーケティング支援分野でフリーランスから起業し、現在は合同会社ToranaCompany（トラナカンパニー）のCEO（最高経営責任者）。
2019年に合同会社Wetanzを設立。